# Михайловка (Горловский городской совет)
Михайловка (укр. Михайлівка) — село (до 2011 года — посёлок), входит в Горловский городской совет Донецкой области Украины. Находится под контролем самопровозглашённой Донецкой Народной Республики.

## География
Посёлок расположен на берегу канала Северский Донец — Донбасс (протекает по восточной окраине населённого пункта).
К западу от населённого пункта проходит линия разграничения сил в Донбассе (см. Второе минское соглашение).
В Донецкой области имеется ещё 6 одноимённых населённых пунктов, в том числе село Михайловка в соседнем Шахтёрском районе, село Михайловка в составе города Донецка (Моспинский городской совет), село Михайловка в Тельмановском районе на юге области.

### Соседние населённые пункты по странам света

#### Под контролем ВСУ
З: Верхнеторецкое, Троицкое

#### Под контролем ДНР
СЗ: Ставки, Широкая Балка
ЮЗ: Красный Партизан
Ю: Пантелеймоновка
С: Озеряновка
СВ: Фёдоровка, город Горловка
В: Пятихатки
ЮВ: Корсунь

## Население
Население по переписи 2001 года составляло 627 человек.

## Местный совет
84693, Донецкая обл., Горловский городской совет, пос Озеряновка, ул. Рихтера, 1, тел. 5-12-95. Телефонный код — 6242.